# 텔콤

로고

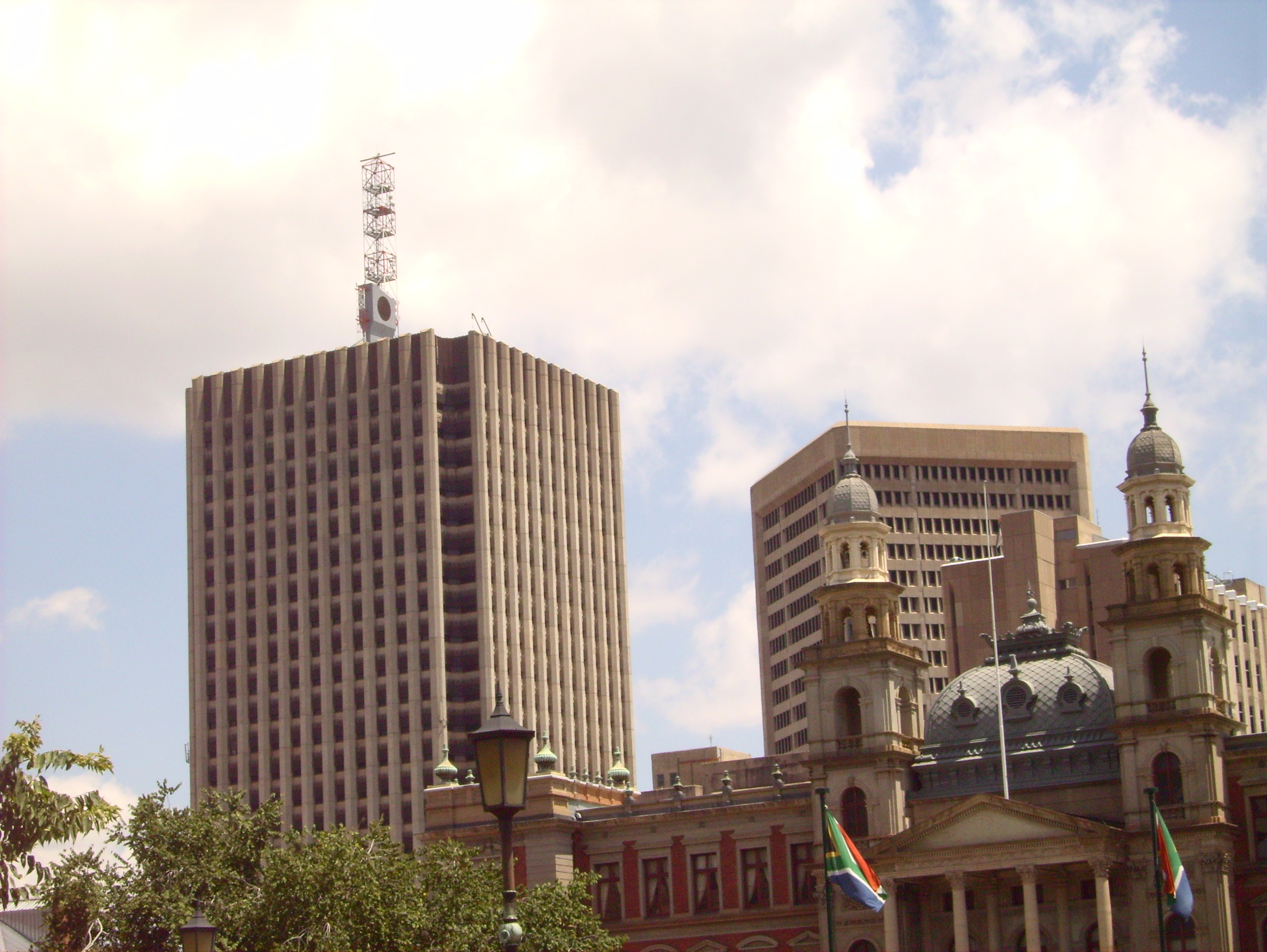
텔콤 본사

텔콤(Telkom)은 남아프리카 공화국의 전기통신 기업이다.

## 역사
- 1860년 ~ 1991년 : 남아프리카 우정국
- 1991년 ~ 현재 : 텔콤